# Apanteles tuliemensis
Apanteles tuliemensis är en stekelart som beskrevs av Vladimir Ivanovich Tobias och Long 1990. Apanteles tuliemensis ingår i släktet Apanteles och familjen bracksteklar. Inga underarter finns listade i Catalogue of Life.